# Dumont (Minnesota)
Dumont é uma cidade localizada no estado americano de Minnesota, no Condado de Traverse.

## Demografia
Segundo o censo americano de 2000, a sua população era de 122 habitantes.
Em 2006, foi estimada uma população de 108, um decréscimo de 14 (-11.5%).

## Geografia
De acordo com o United States Census Bureau tem uma área de
1,1 km², dos quais 1,1 km² cobertos por terra e 0,0 km² cobertos por água. Dumont localiza-se a aproximadamente 317 m acima do nível do mar.

## Localidades na vizinhança
O diagrama seguinte representa as localidades num raio de 24 km ao redor de Dumont.